# Teodor I (papież)
Teodor I (ur. w Jerozolimie, zm. 14 maja 649) – 73. papież w okresie od 24 listopada 642 do 14 maja 649.

## Życiorys
Był Grekiem z Jerozolimy, synem biskupa Teodora. Jego wybór na papieża został bardzo szybko potwierdzony przez egzarchę Rawenny, prawdopodobnie dlatego, że Teodor był Grekiem.
Pontyfikat Teodora upłynął pod znakiem walki z monoteletyzmem – odmianą monofizytyzmu. Papież wystosował list do cesarza bizantyjskiego Konstansa II, w którym poinformował go, iż nie może uznać wyboru Pawła II na patriarchę Konstantynopola, ponieważ złożenie z urzędu jego poprzednika odbyło się w sposób niekanoniczny. Domagał się również od Konstansa II, by ten wycofał swoje poparcie dla edyktu Ekthesis cesarza Herakliusza.
Napisał również do Pawła i biskupów, którzy go popierali, zwracając im uwagę, że jeśli chcą, by wybór Pawła został uznany, powinni dopilnować, by złożenie z urzędu Pyrrusa I odbyło się zgodnie z prawem.
O ile w Konstantynopolu papież niczego nie uzyskał, o tyle pisma dotyczące monoteletyzmu odbiły się szerokim echem. Biskupi Cypru, Palestyny i Afryki zdecydowanie poparli stanowisko papieża. Nawet zdymisjonowany Pyrrus odrzucił w 645 roku, w obecności papieża, herezję. Wkrótce jednak do niej powrócił, za co został ekskomunikowany (648).
Tymczasem Teodor, naciskany przez biskupów z Afryki, podjął próbę odwołania Pawła. Uzyskał jedynie tyle, iż Paweł oficjalnie podkreślił wiarę w monoteletyzm. W odpowiedzi Teodor nałożył na niego ekskomunikę i odwołał go ze stanowiska (649). W odwecie Paweł użył swych wpływów, by utrudnić życie papieskiemu nuncjuszowi w Konstantynopolu. Namówił również Konstansa do wydania dekretu znanego jako Typos. Odwoływał on poprzedni dekret (Ekthesis) i przewidywał, iż na temat doktryny monoteletyzmu nie będą prowadzone dalsze dyskusje. Typos został szybko potępiony przez cały Zachód oraz przez następcę Teodora, Marcina I.
Teodor, uważany za opiekuna biedoty i dobroczyńcę rzymskich kościołów, zmarł w czasie przygotowań do synodu, który miał się odbyć w październiku 649 roku.
W Cerkwi prawosławnej 18 (31) maja obchodzi się wspomnienie św. Teodora, biskupa Rzymu, umęczonego przez obdarcie ze skóry. Według Nikodema Hagioryty chodzi tu właśnie o Teodora I, jednak wątpliwości budzi fakt, że Teodor I nie jest czczony jako święty w Kościele katolickim.